# 拉里·霍甘
小劳伦斯·约瑟夫·霍甘（英語：Lawrence Joseph Hogan Jr.；1956年5月25日—）是美國的一位政治人物。拉里·霍甘自2015年開始擔任第62任馬里蘭州州長。拉里·霍甘的黨籍是共和黨。
2014年，拉里·霍甘宣布競選馬里蘭州州長並順利當選，4年後連任州長職位。2023年1月，拉里·霍甘作為全國最受歡迎的州長，他以77%的民調卸任州長位置。
2024年1月14日，拉里·霍甘宣佈支持妮基·黑利競選2024年美國總統選舉共和黨初選。
2024年2月9日，拉里·霍甘出人意料地申請競選馬裡蘭州聯邦參議員，以尋求接替退休的參議員班·卡定。

## 政治立場
拉里·霍甘是共和黨中的溫和派，以不吝批評特朗普的政策和立場而著名，他也曾支持民主黨發起的第二次唐納·川普彈劾案。他在社會議題上比較溫和，支持有限槍枝管制、積極應對全球暖化等，一些人會把他定義為洛克菲勒共和黨人

## 荣誉

### 外国勋章奖章
- 修交勋章光化章（英语：Order of Diplomatic Service Merit）（韩国，2022年2月9日于华盛顿特区颁发[11]）